# Sitalcicus incertus
Sitalcicus incertus is een hooiwagen uit de familie Podoctidae.